# Мягкотелки (род)
Мягкоте́лки (лат. Cantharis) — род жуков из семейства мягкотелок.

## Описание
Размер тела от 6 до 12 мм. Наличиник по переднему краю с выемкой. Конечный членик щупиков топоровидной формы. Между основаниями усиков имеется бугорок. Голени со шпорами. Брюшко состоит из 9—10 стернитов.
Имаго и личинки ведут хищный образ жизни, питаются дождевыми червями, слизнями, личинками жуков, двукрылых и чешуекрылых. Жуков можно встретить на соцветиях растений, где они питаются мелкими беспозвоночными, нектаром и медвяной росой.

## Классификация
Описано около 300 видов рода, распространённых в Голарктике. В фауне России насчитывается 24 вида.
- Подрод Cantharis Linnaeus, 1758
  - Мягкотелка глазчатая (Cantharis annularis Ménétriés, 1836)
  - Cantharis biplagiata Ballion, 1870
  - Cantharis daurica Gebler, 1832
  - Cantharis edentula Buardi a Selve, 1871
  - Cantharis figurata Mannerheim, 1843
  - Cantharis flavilabris Fallén, 1807
  - Мягкотелка бурая (Cantharis fusca Linnaeus, 1758)typus
  - Мягкотелка цветочная (Cantharis livida Linnaeus, 1758)
  - Cantharis nigra (De Geer, 1774)
  - Мягкотелка черноватая (Cantharis nigricans O. F. Müller, 1776)
  - Cantharis nigricolor Pic, 1906
  - Мягкотелка тёмная (Cantharis obscura Linnaeus, 1758)
  - Cantharis paludosa Fallén, 1807
  - Мягкотелка яркая (Cantharis pellucida Fabricius, 1792)
  - Cantharis pulicaria Fabricius, 1781
  - Четырёхточечная мягкотелка (Cantharis quadripunctata (O. F. Müller, 1776))
  - Мягкотелка рыжая (Cantharis rufa Linnaeus, 1758)
  - Мягкотелка красноногая (Cantharis rustica Fallén, 1807)
  - Cantharis terminata Faldermann, 1835
  - Cantharis xantholoma Gebler, 1833
  - Cantharis zolotikhini Kazantsev, 1994
- Подрод Cyrtomoptila Motschulsky, 1860
  - Cantharis beckeri Pic, 1902
  - Cantharis lateralis Linnaeus, 1758
  - Cantharis plagiata Heyden, 1889

## Палеонтология
В ископаемом состоянии найдены более 20 видов. Наиболее древние находки датированы эоценовыми отложениями возрастом 38—33,9 млн лет.